# Красноярово (Дульдургинский район)
Красноярово — село в Дульдургинском районе Агинского Бурятского округа Забайкальского края. Входит в состав сельского поселения «Бальзино».

## География
Расположено в северной части района, в 12 км к югу от с. Бальзино, на реке Иля. В 5 км к югу от села начинается Туринская впадина
Климат
резко континентальный. Лето жаркое, средняя температура в июле +16 ÷ +18 °C (максимальная + 38 °C). Зима холодная, солнечная, средняя температура в январе составляет −22 ÷ −24 °C (абс. минимум −47 °C).
Осадков выпадает от 300 до 400 мм/год.
Продолжительность вегетационного периода 90—150 дней.

## История
Основано казаками, предположительно, в начале XIX века. Первоначальное название — д. Красный Яр.

## Население
| 2002 | 2010 | 2021 |
| ---- | ---- | ---- |
| 230  | ↘202 | ↘195 |

## Инфраструктура
экономика
Развито сельское хозяйство.
Коллективное хозяйство (СХК «Бальзино»).
Личное подсобное хозяйство.
Социальные объекты
Дом культуры, школа, фельдшерский пункт.
В 0,5 км от села находится могила командира партизанского отряда Н. Н. Письменова.

## Транспорт
Сквозь село проходит региональная автодорога 76 ОП РЗ 76К-170 «Подъезд к с. Ара-Иля», выводящая далее к
автодороге 76А-005 Дарасун — государственная граница с Монголией